# 爆笑! こうなる宣言
『爆笑! こうなる宣言』（ばくしょう こうなるせんげん）は、関西テレビで2004年から年末年始に関西ローカルで放送される特別番組である。
放送開始時から2019年までは、毎年1月3日の午前から午後の時間帯に放送されていた正月の特別番組であった。2020年は1月5日の12:00 - 13:59に放送された後、2021年以後は前年の12月30日の15:45 - 17:45からの年末の特別番組となり現在に至る。
正式番組タイトルは『爆笑! ○○○○年こうなる宣言』となる。

## 概要
2004年から関西テレビが毎年芸能・政治・経済・国際情勢など、この一年のあらゆる事象で何が起こるかを専門家の解説とパネリストとのトークで、「今年はこうなる」と大胆予想する特別番組である。専門家の解説について質問やツッコミが有れば押しボタンを押して、発言する形式を採っている。
2007年は一部政治家にVTR形式で事前にその年の政治事情について、質問をするコーナーが存在した。2016年からは、芸能とプロ野球以外は専門家が雛壇のパネリストから纏めて質問を聞いて、回答する方法へ変更とされた。

## 出演者
2020年（2021年分）時点

### 司会
- 西川きよし
- 大平サブロー

### 進行

#### 過去
- 関純子（関西テレビアナウンサー） - 2004年 - 2011年
- 高橋真理恵（関西テレビアナウンサー） - 2012年 - 2020年

### 情報プレゼンター
- 井上公造（芸能）  - 2004年 -
- 長谷川まさ子（芸能） - 2013年、2015 -
- 橋下徹（大阪） - 2004、2006年[8] 、2010年[9]、2020年 -
- モーリー・ロバートソン（国際情勢） - 2021年
- 山本昌（プロ野球） - 2021年

#### 過去の情報プレゼンター
- 梨元勝 （芸能）  - 2004年
- 桑原征平（当時：関西テレビアナウンサー） - 2004年
- 星野仙一（プロ野球）※VTR出演 - 2004年
- 仰木彬（プロ野球） - 2005年
- 青山繁晴（政治・国際情勢） - 2007 - 2011年
- 李英和（国際情勢） 2012、2013年
- 富坂聰（経済、国際情勢） - 2014年
- 辺真一（国際情勢） - 2014年
- 高英起（国際情勢） - 2015年 - 2019年
- 石平（国際情勢） - 2013年、2015 - 2017、2019年
- 中村逸郎（国際情勢） - 2019年
- 宮家邦彦（国際情勢）  - 2020年
- 朴一（国際情勢）  - 2018、2020年
- 広澤克実（プロ野球） - 2013年
- 桧山進次郎（プロ野球） - 2014年
- メッセンジャーあいはら（お笑い） - 2009 - 2011年
- 有馬晴海（政治・経済） - 2012 - 15年
- 江本孟紀（プロ野球） - 2015年
- 関本賢太郎（プロ野球） - 2016年
- 赤星憲広（プロ野球） - 2017年
- 山﨑武司（プロ野球） - 2018年
- 岩本勉（プロ野球） - 2012、2019、20年
- 田崎史郎（政治） - 2016年 - 2018年

### パネラー
- ほんこん （2018年 -  ）
- 月亭八光 （2009年 - 2010年、2012年 - 2013年、2015年 - ）
- なるみ（2021年）
- シャンプーハット（2009、2011、2014、2021年）
- 朝日奈央（2021年）

#### 過去のパネラー
- 桂ざこば （2004、2005年）
- 月亭八方（2008年 - 2017年、2020年）
- 松村邦洋（2004年）
- デーブ・スペクター（2004年）
- 宮崎哲弥（2005 - 2009年）[10]
- 山口もえ（2005年）
- 海原やすよ・ともこ（2005年）
- 金村義明（プロ野球） 2004 - 2007年[10]
- 青田典子（2007年）
- 田丸麻紀（2008年）
- 室井佑月（2008年）
- 河村たかし（2008年）
- 片岡篤史（2008年）
- かつみ♥さゆり（2007、2008年）
- 羽野晶紀 （2009年 -  2020年）
- シルク（2009年）
- 宇都宮まき（2009年）
- 駒井千佳子（2005 - 2008年、2010、2011年）
- ロザン（2011年）
- 兵動大樹（2011年）
- 坂口杏里（2013年）
- メッセンジャーあいはら（2014年）
- たむらけんじ（2010、2012 - 2013、2015、2017、2020年）
- IMALU（2014年）
- 吉木りさ（2015年）
- ヤナギブソン（2016年）
- 橋本マナミ（2016年）
- 川田裕美（2017年 - 2019年）
- おのののか（2020年）
- 西村和彦 （2019年）
- 博多華丸・大吉 （2018年）

### ナレーション
- 畑中フー（2009年 - ）

#### 過去のナレーション
- 豊田康雄（関西テレビアナウンサー）2004 - 2008年

## スタッフ

### 現在（2018年時点）
- 構成：佐久間貴司、野口勉
- TD：井上佑介
- CAM：伊地知孝仁(2015、16、18年)
- VE：松井勝正
- 照明：徳永勤
- 音声：宮島雅俊
- MA：佐藤孝彦
- 効果：篠田竜作
- 編集：仁部貴史、坂下雄亮
- 美術制作：山本映子
- デザイン：山本直人
- 美術進行：中越章浩
- 大道具：大神良一（2010年、2016年 - ）
- 装飾：中森正啓
- 電飾：中井高浩
- 装飾花：竹内庭園緑化
- 衣裳：東京衣裳
- メイク：パウダー
- タイトル：タイトルエイト
- 写真協力：株式会社楽天野球団、株式会社千葉ロッテマリーンズ、アマナ
- 技術協力：イングス、ウエストワン、ジャガデリック、大阪共立
- 協力：キューマン、Step、国際警備保障
- ディレクター：赤堀弘樹、藤口聡祐、吉川亮太
- プロデューサー：加藤麻衣（2012年 - ）[11]
- 制作著作：関西テレビ

### 過去のスタッフ
- 構成：萩原芳樹（2004年 - 17年）
- 演出：大竹一輝（2010年）
- TD：西村武純（2010年）、油野邦彦（2014年）、芳山貴勇(2015、16年)[12]、横山和明（2017年）
- CAM：松林正和（2010年）、西村武純（2017年）
- VE：中島知晶（2010年）VE：中川裕貴（2014年）、結城芳彦(2015、16年)、大森喜章（2017年）
- 照明：金子宗央(2016年)、中村貴志（2017年）
- 音声：水川賢一（2014、16年）、井田憲吾（2017年）
- MA：四方翔悟（2014年）
- LD：大石竜也（2010年）
- MIX・MA：長谷川周作（2010年）、野村理恵(2016年)
- 編集：早川徹哉（2014年）、岩澤文哉(2015、16年)、川口善史（2017年）、宇田周人（2017年）
- 美術P：古江薫（2010年）
- 美術進行：日下部稔（2010年）、西口英希（2014年）
- 大道具：袖垣成治（2014年）
- 装飾：小池智子、澤田美奈子(2015、16年)、澤谷友美（2017年）
- 写真協力：アフロ
- 出力：デジタルカラー（2010年）
- 技術協力：Step（2010年）、国際警備保障（2010年）テレコープ、アルチザン（2017年）
- 映像協力：フジテレビ
- AD：和泉亮
- ディレクター：辻本賀一(2014年)、大西文志郎(2015、16年)[13]、稲子太輔（キューマン）
- 制作協力：ブリッジ
- チーフプロデューサー：杉浦史明[14]

## 放送時間
- 15:45 - 17:45 - 2021年 -

2015年迄
- 14:00 - 15:30[15][16][17][18]
- 12:00 - 13:30（2016年）
- 9:50 - 11:50（2017年 - 2020年）